# Frühere Verhältnisse (film 1927)
Frühere Verhältnisse è un film muto del 1927 prodotto e diretto da Arthur Bergen.

## Produzione
Il film fu prodotto dalla Münchner Lichtspielkunst AG (Emelka).

## Distribuzione
Distribuito dalla Süd-Film, venne presentato a Berlino il 16 giugno 1927.